# 이르골리
이르골리(Irgoli, 라틴어: Fanum Carisi, 사르데냐어: Irgòli)는 이탈리아 사르데냐주 누오로도에 있는 코무네이다. 칼리아리에서 북동쪽으로 약 140 킬로미터 (87 mi), 누오로에서 북동쪽으로 약 30 킬로미터 (19 mi) 떨어져 있다.
이르골리는 다음 코무네들과 경계를 이룬다: 갈텔리, 로쿨리, 룰라, 오니파이, 시니스콜라.